# West- und Nordkamm des Hohen Fichtelgebirges
Mit West- und Nordkamm des Hohen Fichtelgebirges wird eine naturräumliche Untereinheit (394-A) des Hohen Fichtelgebirges (Haupteinheit 394) in den oberfränkischen Landkreisen Wunsiedel, Bayreuth und Hof sowie im oberpfälzischen Landkreis Tirschenreuth bezeichnet. Sie enthält das Kern-Fichtelgebirge mit den Hauptbergen Schneeberg  (1051 m ü. NHN), Ochsenkopf  (1024 m) und Kösseine  (939 m) am nach Südosten gehenden Kamm sowie den schmaleren, nach Nordosten weisenden Kamm des Waldsteingebirges (bis 877 m) und des durch die Lamitz abgetrennten Massivs des Kornbergs (827 m).

## Systematik
Die Naturräumliche Haupteinheit Hohes Fichtelgebirge (394) wurde in den Arbeiten zum Handbuch der naturräumlichen Gliederung Deutschlands als Untereinheit der Haupteinheitengruppe Thüringisch-Fränkisches Mittelgebirge (39) ausgewiesen. Da jedoch in der verfeinernden Gliederung 1:200.000 die Blätter 142 Plauen (Süd) und 154/155 Bayreuth nie erschienen sind, hatte es bis in die 2010er Jahre hinein keine Verfeinerung dieser Gliederung gegeben.
Inzwischen hat das Bayerische Landesamt für Umwelt (LfU) eine auf den Haupteinheiten aufbauende Gliederung aller Naturräume Bayerns vorgenommen, die gegebenenfalls jeweils eine weitere Unterebene enthält – also bis zur 5. Ordnung reicht. Da es keine darüber hinausgehende Verfeinerung gibt, wurden den Haupteinheiten keine Nachkommastellen nachgestellt, sondern die Kennziffern der Unter-Naturräume werden mit einem nachgestellten Buchstaben versehen. Beim West- und Nordkamm des Hohen Fichtelgebirges als erster von vier Untereinheiten war dies der Buchstabe A.

## Lage und Grenzen
Die Einheit West- und Nordkamm des Hohen Fichtelgebirges endet nach Süden unmittelbar nördlich Kemnaths und nach Norden unmittelbar südlich Rehaus. Im Osten reicht sie bis vor Marktredwitz, im Westen bis vor Bad Berneck. Im Selb-Wunsiedler Hügelland liegen die Namensgeber Selb (im äußersten Norden) und Wunsiedel (im Süden) in unmittelbarer Nachbarschaft. An größeren Städten ist Bayreuth etwa 9 km (vom Zentrum gemessen) südwestlich des Gebirgsrandes und Hof etwa 10 km nordwestlich des Nordrandes.
Die Einheit 394-A nimmt mehr als die Hälfte der Fläche des Hohen Fichtelgebirges ein und hat nach Südosten am Pilgramsreuther Sattel (394-A), an dem die Kammlinie auf bis 606 m ü. NHN sinkt, Anschluss an den östlichen Teil des Hohen Fichtelgebirges mit der ebenfalls montanen (bis 946 m) Einheit Steinwald (394-C). Nach Nordosten stößt das Kern-Fichtelgebirge und nach Südosten der Waldsteinzug ans submontane Selb-Wunsiedler Hügelland (395-A). Nach Nordosten verlängert sich der Kamm des Waldsteinzugs noch etwas ins Obere Vogtland (412), nach Nordwesten geht die Einheit über in die Münchberger Hochfläche (393).
Deutlich flachwelliger sind das Obermainische (071) und das Oberpfälzische Hügelland (070), die sich nach Südwesten anschließen.

## Untergliederung
Die naturräumliche Gliederung Bayerns nach LfU kennt keine feineren Teileinheiten, jedoch werden landläufig diverse Untergruppen benannt, die sich an den wichtigsten Scharten und Tälern voneinander trennen. Die insgesamt etwa 444 km² der Einheit 394-A lassen sich etwa wie folgt aufteilen (Grenzziehungen siehe Unterabschnitte):
- Schneebergmassiv (etwa 71,4 km²)
- Mainbergrücken (Hohe Heide; etwa 14,3 km²)
- Ochsenkopfmassiv (etwa 22,0 km²)
- Königsheide (etwa 61,3 km²)
- Kreuzsteingruppe (Nasse Heide; 82,6 km²)
- Kösseinemassiv (etwa 61,7 km²)
- Fichtelnaabtal (etwa 34,2 km²)
- Waldstein (etwa 61,0 km²)
- Kornberg (etwa 54,7 km²)

### Schneebergmassiv
Über den Schneeberg führt ein Kamm, der im Südosten an der Hohen Matze (813 m ü. NHN) beginnt und über Platte (883 m), Seehügel (953 m) und Nußhardt (972 m) zum Schneeberg auf 1051 m ansteigt und mit fallender Höhe dann Hohe Heide (848 m) und Wetzstein (799 m) erreicht, um vor Gefrees schroff abzufallen. Als Berge wirklich eigenständig sind hiervon neben dem Schneeberg nur die Hohe Matze (Prominenz: 93 m) sowie, mit Abstrichen, die Hohe Heide (51 m) und die Platte (47 m).
Einen vom Schneeberg nach Nordosten ausgehenden Riedel bildet der Rudolfstein (866 m). Südlich desselben verläuft der Hang von Schneeberg bis Platte nach Nordosten sehr schroff; so kommt der dem Seehügel vorgelagerte Wolfstein auf gerade noch 754 m, bei noch geringerer Schartenhöhe. Im Bereich des Kornbacher Sattels nördlich der Hohen Heide sind die Flanken weniger steil, und der Übergang von der Hohen Heide (bzw. dem Wetzstein) zum Mainbergrücken verläuft durch eine nur auf etwa 696 m eingetiefte Scharte.
Nach Südosten ist das Schneebergmassiv gut durch die nah dem Ehewaldbach verlaufende St 2665 vom Süden Tröstaus bis Nagel abgegrenzt, nach Südwesten ab dort durch die Gregnitz bachaufwärts bis zum Abzweig der St 2981 in Richtung Fichtelberg von der B 303, ab dort von der Bundesstraße bis zum Nordwesten Bischofsgrüns (Rangen), verlängert über die Scharte zum Mainbergrücken und den Köhlersgrundbach bis vor (Gefrees-)Schamlesberg; eine Nordgrenze zum Waldsteinzug bildet die St 2180 zwischen dem Ostrand von Gefrees und Voitsumra westsüdwestlich von Weißenstadt. Das so begrenzte Gebiet nimmt eine Fläche von etwa 72,7 km² ein, von denen allerdings etwa 1,3 km² auf das darin eingeschlossene Siedlungsgebiet von Nagel inklusive Wurmloh entfallen, die man wohl eher dem Fichtelnaabtal zurechnen würde. Es verblieben etwa 71,4 km², davon 10,1 km² für die Hohe Matze.

### Mainbergrücken
Von der Hohen Heide bzw. vom Wetzstein zweigt nach Südwesten der Rücken des Mainbergs ab, der nach einer Scharte auf etwa 696 m  nur noch auf maximal 711 m ansteigt und bis zum namentlichen Mainberggipfel (623 m) sehr sanft abfällt, um dann vor dem Weißmain sehr schroff abzubrechen. Die Südostflanke des Riedels ist zum Weißmain mit der B 303 von Bischofsgrün nach Bad Berneck durchgängig steil. Dieser Riedel wurde früher insgesamt auch als Hohe Heide bezeichnet.
Der Rücken, der durch die B 3 am Weißmain von Rangen bis zum Weißmainknick südöstlich Bad Bernecks nach Südosten begrenzt wird, nimmt etwa 14,3 km² ein.

### Ochsenkopfmassiv
Das Massiv des 1024 m hohen Ochsenkopfs ist durch eine Scharte auf etwa 770 m an Bundesstraße und Kreisgrenze gut von dem des Schneebergs getrennt. Es besteht im engeren Sinne aus nur diesem einen Berg, von dem allerdings zwei weitere Berggruppen abzweigen.
Das Ochsenkopfmassiv mit der B 3 bis westlich Bischofsgrüns (Glasermühle) als Nordost- und Nordgrenze sowie der Kreisstraße BT 4 über den Norden Fichtelbergs zurück zur B 303 als Südwest- und Südgrenze nimmt eine Fläche von etwa 22,0 km² ein, die fast das komplette Siedlungsgebiet Bischofsgrüns beinhaltet.

### Königsheide
Die Königsheide an der westlichen Wasserscheide der Warmen Steinach ist durch eine Scharte auf etwa 763 m vom Ochsenkopf getrennt und steigt auf bis zu 863 m an. Da im Norden des Rückens noch eine niedrigere Scharte auf etwa 753 m liegt, hat der Hauptgipfel Hohberg eine Schartenhöhe von immerhin 110 m. Nach Westen zweigen drei verschiedene Riedel ab, die durch Bachtäler voneinander getrennt sind.
Die Königsheide besteht im Grunde nur aus einem einzigen eigenständigen Berg plus einer 801 m hohen, namenlosen Anhöhe im Norden, jenseits der tieferen Scharte und in Nähe jener zum Ochsenkopf.
Die Königsheide mit der B 303 als Nordwestgrenze, der BT 4 bis Hütten als Nordostgrenze und der St 2181 entlang der Warmen Steinach über Warmensteinach bis östlich Weidenbergs als Südostgrenze nimmt eine Fläche von etwa 61,3 km² ein, darunter große Teile der Siedlungsfläche von Warmensteinach (Hälfte des Kernortes plus alle höher gelegenen Ortsteile im Nordosten).

### Kreuzsteingruppe
Die Kreuzsteingruppe wurde früher auch als Nasse Heide bezeichnet. Ihre Scharte zum Ochsenkopf am Hüttener Sattel bei Hütten liegt dicht an der St 2181 zwischen Warmensteinach im Südwesten und Fichtelberg im Südosten und erreicht eine Höhe von etwa 726 m. Für den 838 m erreichenden, namensgebenden Kreuzstein bedeutet das eine Schartenhöhe von etwa 112 m. Der im Norden mit dem Hüttenberg (758 m) beginnende Hauptkamm nach Süden in Richtung Kirchenpingarten liegt auf der Europäischen Hauptwasserscheide, die hier die Warme Steinach vom Einzugsgebiet der Naab trennt.
Unmittelbar am Kreuzstein zweigt ein weiterer, nach Südosten verlaufender Kamm ab, der der Wasserscheide zwischen Fichtelnaab und Haidenaab folgt. Der Naturraum endet in diese Richtung am 682 m hohen Rücken des Schwarzbergs; hinter einer Scharte auf etwa 591 m bei Oberwappenöst (Oberwappenöster Sattel im Naturraum Pilgramsreuther Sattel) steigt, im Naturraum Steinwald, die Höhe am Armesberg wieder auf 731 m an.
Insgesamt ist die Kreuzsteingruppe deutlicher in Einzelrücken und Riedel verzweigt als alle anderen Berggruppen des Naturraums. Die Kuppen auf den kurzen Riedeln in Richtung Warmensteinach im Nordwesten (Eisenberg: 733 m, Dürrberg: 770 m, Klügel: 751 m) weisen, wie auch der eher plateauartige Hüttenberg im Norden, nur geringe Schartenhöhen auf und sind nur vom Ort aus markant; einzige Ausnahme hiervon bildet der ans Tal der Warmen Steinach stoßende Schanzberg (742 m) westlich des Kreuzsteins, dessen Scharte zum Krüger auf etwa 685 m liegt.
Neben dem Kreuzstein erreichen drei weitere Berge eine Höhe von mindestens 830 m. Ans Oberpfälzische Hügelland nach Süden stoßen von West nach Ost:
- der in sich eigenständige, von Süden aus im Gegenuhrzeigersinn umflossene Iskaraberg (637 m)
- die auslaufenden Riedel des Muckenreuther Rangen (bis 836 m)
- die auslaufenden Riedel der Platte (noch in Randnähe 830 m erreichend) mit dem Schieferberg (722 m)
- die vom Klausenberg (835 m) ausgehenden Riedel mit dem Mittelberg (670 m) im Süden
- die vom Scheibenberg (800 m) ausgehenden Riedel mit dem sehr prominenten (knapp 100 m) Tannenberg (711 m) in Randlage
- der ebenfalls vom Scheibenberg ausgehende Schwarzberg (682 m)

Eine relativ scharfe (Nord-)Ostgrenze dieser Gebirgsgruppe bildet das zwischen Fichtelberg und Mehlmeisel und weiter flussabwärts zwischen Brand und Ebnath vergleichsweise dicht besiedelte Tal der Fichtelnaab. Der gerodete Naabrangen gegenüber Ebnaht erreicht noch 711 m.
Die Kreuzsteingruppe mit einem kleinen Stück BT 4 zwischen Fichtelberg und Hütten als Nordgrenze, der St 2181 an der Warmen Steinach als Westgrenze und der Fichtelnaab als Nordostgrenze nimmt etwa 89,0 km² ein, darunter insbesondere die Hälfte der Siedlungsfläche des Kernortes Warmensteinach. Vor allem aber beinhaltet diese Fläche im Nordosten etwa 6,4 km² der Siedlungs- und Landwirtschaftsfläche von Fichtelberg im Nordosten und Mehlmeisel südlich davon, die eher dem Fichtelnaabtal zuzurechnen wären. Es verblieben etwa 82,6 km² für die eigentliche Kreuzsteingruppe.

### Kösseinemassiv
Südöstlich der Hohen Matze trennt eine Scharte auf etwa 655 m das Massiv der Kösseine  (bis 939 m) als östlichsten Höhenzug des Naturraums vom Schneebergmassiv. Vom Hauptberg aus reichen breitere Riedel bis Marktredwitz im Nordosten (Oberberg: 634 m) und bis Neusorg im Süden (Bärenrangen: 656 m), sie flachen aber schon in geringer Entfernung zum Hauptgipfel deutlich ab. Lediglich der Burgstein (879 m) nördlich des Hauptbergs ist sehr markant aus dem Relief präpariert und liegt immerhin 77 m über seiner Scharte. An seinem Nordriedel liegt das Luisenburg-Felsenlabyrinth (von etwa 800 m bis herab auf 680 m), nach Nordwesten schließen sich, mit nach außen merklich fallenden Höhen, an den Hauptgipfel die Felsgipfel Haberstein (848 m) und Schauerberg (767 m) an.
Das Kösseinemassiv mit einer Westgrenze aus (beginnend im Norden) St 2665 vom Süden Tröstaus bis Nagel, dann über die Kreisstraße WUN 10/TIR 10 entlang der Gregnitz über Grünlas und schließlich die St 2181 entlang Gregnitz und Fichtelnaab über Ebnath bis südwestlich Neusorgs nimmt eine Fläche von etwa 66,6 km² ein, darunter am Außenrand auch die Siedlungsfläche von Bad Alexandersbad (Norden), einen kleinen Teil derer von Marktredwitz (Nordosten) und den Großteil derer von Neusorg (Süden). Insbesondere sind darin jedoch im Inneren des Naturraums noch rund 4,9 km² der Siedlungsflächen Nagels und Ebnaths, die eher dem Fichtelnaabtal zuzurechnen wären. Nach Abzug dieser Fläche verblieben dem Kösseinemassiv noch etwa 61,7 km².

### Fichtelnaabtal
Schwerlich den umgebenden Berggruppen zuzuordnen sind die Talungen von Fichtelnaab und Gregnitz. Zwischen den Rodungsinseln von Fichtelberg und Mehlmeisel einerseits und Brand, Ebnath und Nagel andererseits liegen flachwellige Waldgebiete, die durch keine öffentliche Straße zerschnitten werden. Sie bilden zwar nicht im Relief, wohl aber in Nutzung und Vegetation einen deutlichen Kontrast zu den Rodungen. Der Oberberg bei Mehlmeisel erreicht etwa gerade 649 m.
Mangels verbindlicher Naturraumgrenzen muss man hier auch das Gebiet um den Fichtelsee mit montaneren Bergen bis etwa 800 m einordnen, von denen ein kleiner Teil das Ochsenkopfmassiv entwässert (Fichtelsee und Seebach bilden die eigentliche orographische Grenze zwischen beiden Massiven) und die außerhalb der flankierenden Straßen und Bäche liegen (Hüttenberg (am Fichtelsee): 804 m, Kaiserberg: 777 m, ND Kaiserbergfelsen; Gregnitzhügel an der B 303: 756 m, Hasenberg: 751 m).
Das Fichtelnaabtal mit der Fichtelnaab als Westgrenze sowie (von Südost nach Nordwest) der Gregnitz und schließlich, ab dem östlichen Ende der St 2981, der B 303 als Ostgrenze sowie einem kurzen Abschnitt der BT 4 im Norden Fichtelbergs als Nordwestgrenze nimmt eine Fläche von etwa 21,6 km² ein, von der nur 0,8 km² das Ochsenkopfmassiv entwässern und der Rest komplett das Schneebergmassiv. Rechnet man die angrenzenden Siedlungsgebiete von Fichtelberg, Mehlmeisel, Nagel und Ebnath (siehe Abschnitte zu Schneebergmassiv, Kreuzsteingruppe und Kösseinemassiv) hinzu, ergibt sich eine Gesamtfläche von etwa 34,2 km².

### Waldstein
Am Kornbacher Sattel mit den Gefreeser Ortsteilen Kornbach und Haidlas, über den die St 2180 von Gefrees nach Weißenstadt führt, sinkt die Haupt-Kammlinie des Fichtelgebirges bis auf etwa 675 m ab. Das Waldsteingebirge im engeren Sinne hat neben dem Großen Waldstein (877 m) im Bergkopf (857 m) noch einen zweiten Hauptberg, der durch eine Scharte auf immerhin 762 m an der Straße Sparneck–Weißenstadt von ihm getrennt ist. Alle anderen Gipfel der Hauptkammlinie oder nah dieser (im Südosten: Bärenhöhe: 785 m, jenseits von Waldstein und Bergkopf dann Schnittlein: 747 m, unmittelbar vor dem Lamitztal schließlich Kleiner Kornberg: 678 m) weisen demgegenüber Schartenhöhen von unter 30 m auf. Außerhalb der Kammlinie, auf der hier den Höhenzug in die Innere Hochfläche verlassenden Wasserscheide zwischen Eger und Saale, erreicht der dem Bergkopf östlich vorgelagerte Epprechtstein 798 m bei einer Scharte auf 733 m; auch der Lehstenberg (768 m) östlich des Großen Waldsteins ist ins Innere verschoben – während es nordwestlich der Kammlinie, zur Münchberger Hochfläche hin, keine Ausläufergipfel gibt.
Der Waldstein nimmt, zwischen der St 2180 und der Lamitz, eine Fläche von etwa 61,0 km² ein.

### Kornberg
Durch das Tal der Lamitz, die im Norden von Niederlamitz die Kammlinie auf etwa 547 m kreuzt, wird das Massiv des Kornbergs (827 m) deutlich vom restlichen Waldsteinzug abgetrennt, doch auch die auf der Inneren Hochfläche liegende Scharte südöstlich des genannten Ortes auf etwa 567 m liegt nur unmerklich höher. Neben dem Großen Kornberg ist der Rabenberg (720 m, Scharte auf 669 m) im Nordosten, auf dem, unmittelbar nordöstlich Schönwalds, die Wasserscheide den Kamm in Richtung Selb-Wunsiedler HochflächeInnere Hochfläche zum Pfaffenberg (672 m) verlässt, die einzige wirklich eigenständige Erhebung des Höhenzugs. Alle anderen Schartenhöhen bleiben unter 30 m.
Auch im Kornbergzug bleiben, sieht man vom Rabenberg im Nordosten (720 m, Scharte auf 669 m) ab, alle Schartenhöhen unter 30 m.
Der Kornbergrücken nimmt eine Fläche von etwa 54,7 km² ein.

## Berge
Nachfolgend werden die wichtigsten Berge des Naturraums 394-A, sortiert nach der Höhe in Metern (m) über Normalnull (NN) gelistet. Um Anhaltspunkte für die Eigenständigkeit des jeweiligen Gipfels oder Bergs zu geben, sind außerdem Dominanz und Prominenz in eigenen Spalten aufgeführt, nach denen auch sortiert werden kann. Die sieben Hauptberge einer Gruppe (außer Mainbergrücken und Fichtelnaabtal) sind in Fettdruck, diese sowie weitere wichtigere Berge der Gruppe haben jeweils weißen Hintergrund, um die Übersicht zu erleichtern.
| Berg                          | Höhe (m) | Domi-nanz (km) | Promi-nenz (m) | Berggruppe       |
| ----------------------------- | -------- | -------------- | -------------- | ---------------- |
| Schneeberg                    | 1051     | 83,3           | 474            | Schneebergmassiv |
| Ochsenkopf                    | 1024     | 3,8            | 254            | Ochsenkopfmassiv |
| Nußhardt                      | 972      | 0,6            | 36             | Schneebergmassiv |
| Seehügel                      | 953      | 1,1            | 22             | Schneebergmassiv |
| Kösseine                      | 939      | 10,0           | 284            | Kösseinemassiv   |
| Platte (Schneeberg)           | 883      | 1,1            | 47             | Schneebergmassiv |
| Burgstein                     | 879      | 1,1            | 77             | Kösseinemassiv   |
| Großer Waldstein              | 877      | 7,3            | 202            | Waldstein        |
| Rudolfstein                   | 866      | 1,3            | 39             | Schneebergmassiv |
| Hohberg                       | 863      | 5,6            | 110            | Königsheide      |
| Bergkopf                      | 857      | 2,3            | 95             | Waldstein        |
| Hohe Heide                    | 848      | 2,1            | 51             | Schneebergmassiv |
| Haberstein (Kösseine)         | 848      | 0,5            | 26             | Kösseinemassiv   |
| Kreuzstein                    | 838      | 4,1            | 112            | Kreuzsteingruppe |
| Muckenreuther Rangen          | 836      | 1,8            | 44             | Kreuzsteingruppe |
| Klausenberg                   | 835      | 2,5            | 29             | Kreuzsteingruppe |
| Platte (Kreuzsteingruppe)     | 830      | 2,2            | 53             | Kreuzsteingruppe |
| Großer Kornberg               | 827      | 10,1           | 260            | Kornberg         |
| Hohe Matze                    | 813      | 3,2            | 93             | Schneebergmassiv |
| Hüttenberg (am Fichtelsee)    | 804      | 0,8            | 38             | Fichtelnaabtal   |
| (namenlos)                    | 801      | 1,6            | 37             | Königsheide      |
| Scheibenberg                  | 800      | 1,6            | 29             | Kreuzsteingruppe |
| Epprechtstein                 | 798      | 1,1            | 65             | Waldstein        |
| Bärenhöhe                     | 785      | 2,5            | 29             | Waldstein        |
| Kaiserberg                    | 777      | 0,4            | 10             | Fichtelnaabtal   |
| Dürrberg                      | 770      | 0,4            | 13             | Kreuzsteingruppe |
| Lehstenberg                   | 768      | 1,4            | 43             | Waldstein        |
| Schauerberg                   | 767      | 0,5            | 25             | Kösseinemassiv   |
| Hüttenberg (Kreuzsteingruppe) | 758      | 0,9            | 12             | Kreuzsteingruppe |
| Gregnitzhügel                 | 756      | 0,4            | 18             | Fichtelnaabtal   |
| Wolfstein                     | 754      | 0,9            | 22             | Schneebergmassiv |
| Hasenberg                     | 751      | 0,6            | 24             | Fichtelnaabtal   |
| Krügel                        | 751      | 0,5            | 13             | Kreuzsteingruppe |
| Schnittlein                   | 747      | 1,2            | 29             | Waldstein        |
| Schanzberg                    | 742      | 0,7            | 57             | Kreuzsteingruppe |
| Eisenberg (Fichtelgebirge)    | 733      | 0,5            | 16             | Kreuzsteingruppe |
| Schieferberg                  | 722      | 0,5            | 35             | Kreuzsteingruppe |
| Rabenberg                     | 720      | 2,1            | 51             | Kornberg         |
| Tannenberg                    | 711      | 1,6            | 99             | Kreuzsteingruppe |
| Kleiner Kornberg              | 687      | 2,1            | 29             | Waldstein        |
| Grünersberg                   | 687      | 1,2            | 40             | Kösseinemassiv   |
| Schwarzberg                   | 682      | 1,8            | 40             | Kreuzsteingruppe |
| Mittelberg                    | 670      | 0,7            | 42             | Kreuzsteingruppe |
| Bärenrangen                   | 656      | 1,6            | 14             | Kösseinemassiv   |
| Oberberg (Mehlmeisel)         | 649      | 1,1            | 22             | Fichtelnaabtal   |
| Iskaraberg                    | 637      | 0,7            | 55             | Kreuzsteingruppe |
| Oberberg (Marktredwitz)       | 634      | 2,2            | 25             | Kösseinemassiv   |
| Mainberg                      | 623      | 1,2            | 14             | Mainbergrücken   |
| Naabrangen                    | 607      | 2,1            | 18             | Kreuzsteingruppe |
|                               |          |                |                |                  |